# مونيكا أرانغو
مونيكا أرانغو (بالإسبانية: Mónica Arango)‏ هي سباحة متزامنة كولومبية، ولدت في 5 يونيو 1992.

## وصلات خارجية
- مونيكا أرانغو على موقع الاتحاد الدولي للسباحة (الإنجليزية)
- مونيكا أرانغو على موقع اللجنة الأولمبية الدولية (الإنجليزية)
- مونيكا أرانغو على موقع أوليمبيديا (الإنجليزية)